# Grimme (Fläming)
Grimme is een plaats en voormalige gemeente in de Duitse deelstaat Saksen-Anhalt, en maakt deel uit van de Landkreis Anhalt-Bitterfeld.
Grimme telt 176 inwoners.